# Kunstrasen

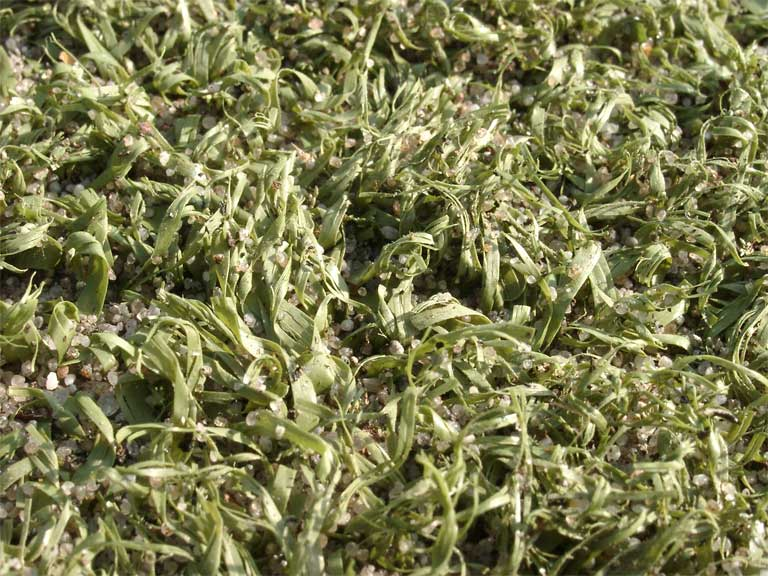
Kunstrasen

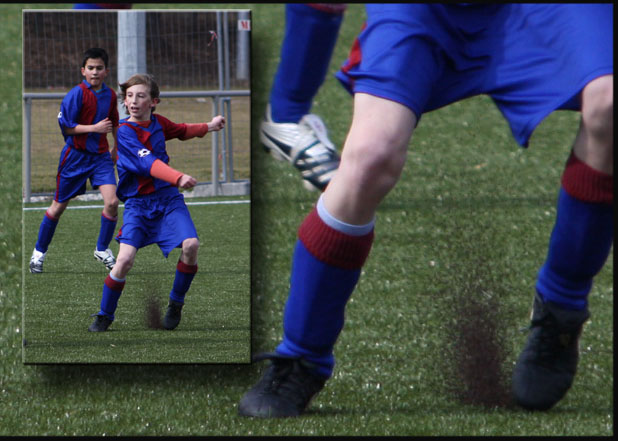
Fußballspiel auf Kunstrasen

Kunstrasen ist eine Art Kunststoffteppich, der in Aussehen und Verwendung einem Naturrasen nahekommt. Vorzugsweise wird er auf Sportplätzen z. B. für Hockey und Fußball verwendet, im Gewerbe- (Messen, Events, Ausstellungsräumen) und Privatbereich (als Ersatz für Naturrasen oder bspw. auf Balkons und Dachterrassen) als Bodenbelag.

## Geschichte
Kunstrasensysteme lassen sich in drei bis vier Generationen unterteilen. Systeme der ersten Generation, die bereits in den 1960er-Jahren vorgestellt wurden, zeichnen sich durch eine sehr dünne Polschicht aus und finden heutzutage – in verbesserten Versionen – fast nur noch im Hockeysport Verwendung.
Die 2. Generation, die in den 1980er- und 1990er-Jahren entwickelt wurde, verfügt mit einer Dicke von 25 bis 30 mm nach wie vor über eine recht kurze, hoch mit Quarzsand verfüllte Polschicht. Sie ist deshalb vor allem für Tennis, (bedingt) für Fußball und die Mehrzwecknutzung geeignet.
Die 3. Generation bietet optimale Bedingungen für den Fußball: Entstanden in den 1980er- und 1990er-Jahren, zeichnet sie sich durch eine Polhöhe beginnend bei 35 mm aus. Das mit Quarzsand und Gummigranulat teil- oder hochverfüllte System gilt als heutzutage (vor allem im Fußball) am Weitesten verbreitete System.
Der Übergang zur 4. Generation ist fließend. Seit Mitte der 2000er-Jahre wurden die internationalen Zertifizierungen seitens UEFA und FIFA vorangetrieben und bis heute und weiterhin ständig Verfeinerungen aller Komponenten entwickelt. Durch Verwendung und Weiterentwicklung alternativer Baustoffe reichen heutige Kunstrasensysteme immer näher an die Eigenschaften eines Naturrasens heran.

## Herstellung und Verwendung
Die sportfunktionellen und technischen Eigenschaften werden nicht nur durch den Kunststoffrasenbelag, sondern durch das gesamte Belagsystem, einschließlich Elastikschicht (EL) beziehungsweise Elastische Tragschicht (ET) bestimmt. Aufgrund der schnellen Weiterentwicklung der Kunststoffrasenbeläge und der großen Vielzahl an Belagtypen werden an die Projektierung, fachkundige Belagauswahl und eine konsequente Bauüberwachung hohe Anforderungen gestellt. Technische Anforderungen und Pflegehinweise enthält unter anderem DIN 18035-7 (Sportplätze, Kunststoffrasenflächen).

### Aufbau

Moderner Kunstrasen

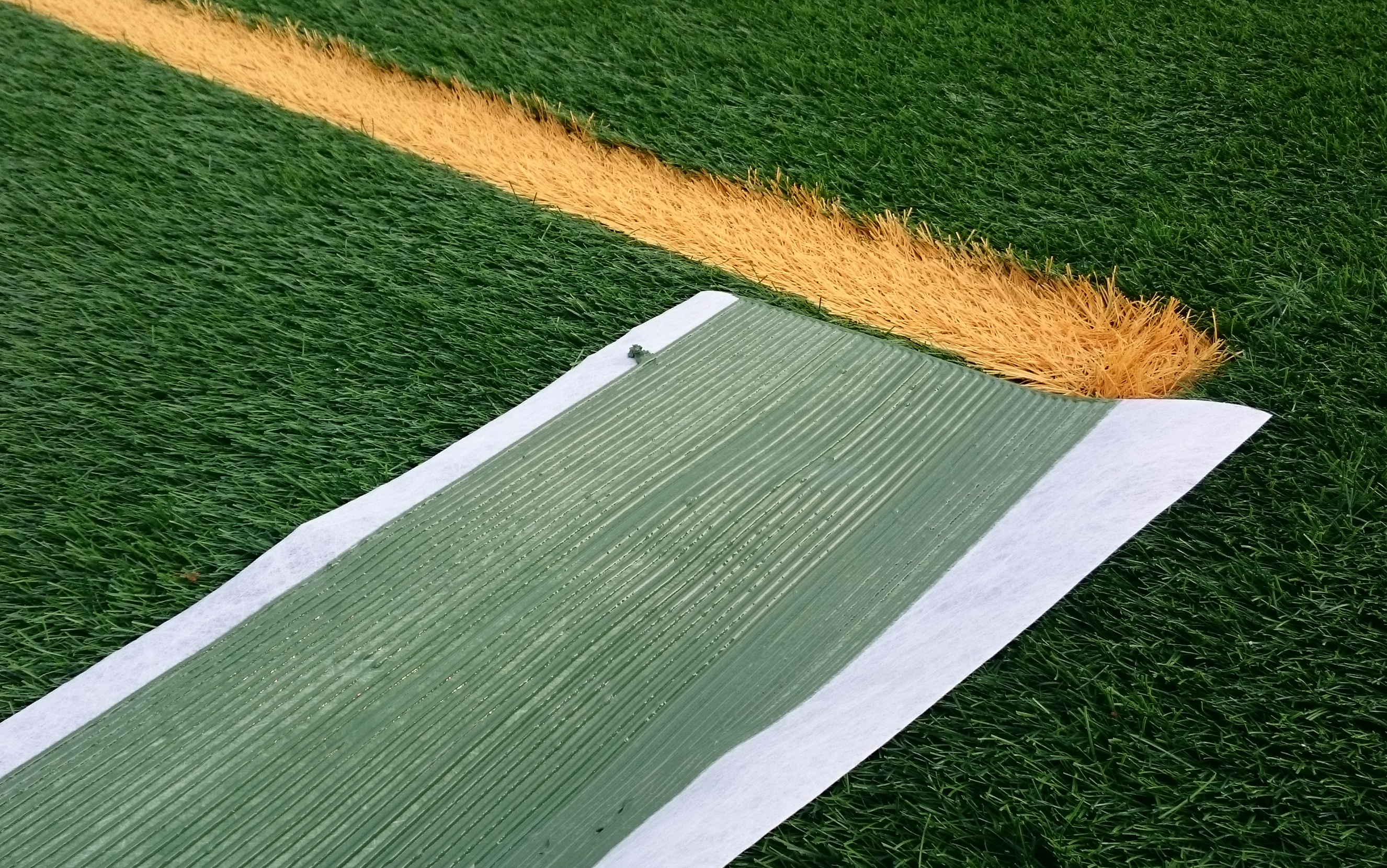
Nahtband für Kunstrasen mit aufgetragenem Kleber

Kunstrasen wird überwiegend im sogenannten Tuftverfahren hergestellt. Die verwendeten Garne bestehen aus Polypropylen, Polyethylen oder Polyamid. Der Tuftrücken (Trägergewebe) wird mit Latex beschichtet und zumeist zusätzlich stabilisiert. Die Spielfelder für Fußball werden heute in der Regel mit Sand und/oder Gummigranulat befüllt.
Der Sand als untere Schicht der Verfüllung verleiht in erster Linie den Fasern des Spielfelds festen Halt. Er muss spezifische Eigenschaften hinsichtlich der Körnung und Reinheit erfüllen und gehört zu den Baustoffen, die nach DIN ausgewählt werden. Er sorgt für das erforderliche Gewicht und bestimmt auch die sportfunktionellen Eigenschaften.
Ist ein Kunstrasensystem neben Sand auch mit Kunststoffgranulat verfüllt, kommt dieses oberhalb der Sandschicht zum Einsatz. Das Granulat ist im Wesentlichen für die sportfunktionellen Eigenschaften des Systems verantwortlich und besteht in der Regel aus SBR, PUR-umhüllten SBR, EPDM oder TPE – im Rahmen der aktuellen Debatte um die Mikroplastik-Emissionen von Kunstrasensystemen ist aber auch Kork als alternatives Naturprodukt auf dem Vormarsch.
Trotz der meist ähnlichen Optik gibt es eine Vielzahl diverser Kunstrasenqualitäten, die je nach Einsatz (Fußball, Hockey, Tennis, Golf, Mehrzweck oder Ähnlichem) eine unterschiedliche Faserstruktur (gerade, gekräuselt), Faserdichte und Polhöhe haben. Für die Hockeynutzung kommen in der Regel Kunststoffrasenbeläge ohne Polverfüllung zur Verwendung. Kunststoffrasen wird meist in Rollen mit einer Breite von 1–4 m verlegt.
Bei der Polhöhe (oder: Noppenschenkellänge über Grund) handelt es sich um die gemessene Länge der künstlichen Halme über dem Trägersystem. Abhängig von dieser sind Art und Menge der Verfüllung. Die Gesamtdicke hingegen bezeichnet die Höhe des Kunstrasens inklusive der Trägerkonstruktion. Bei einer Verfüllung mit Gummigranulat und Quarzsand liegt die Polhöhe bei Fußball-Produkten etwa zwischen 35 mm und 60 mm. Bei Hockey, Tennis und unverfüllten Kunstrasenystemen ist von 10 mm bis 35 mm auszugehen. Ein entscheidendes Kriterium ist mit der Poldichte die Anzahl der Stiche pro Längeneinheit, also, wie dicht die Fasern gewebt sind.
Die Verlegung erfolgt jeweils auf einer Elastikschicht aus PUR-gebundenem Gummigranulat oder Schaumstoff-Bahnen oder -Platten. Eine weitere Gruppe von Belägen ist so konzipiert, dass ohne Elastikschicht, direkt auf dem mineralischen bzw. Asphalt-Untergrund, verlegt wird.
Die Verbindung der Belagsstöße der Bahnenware bzw. der einzulegenden Linierung erfolgt durch Nahtbandagen aus Polyester- oder Polyamid-Vlies und PUR-Beschichtungsmasse oder (nur für unverfüllte Beläge) durch Vernähen mit einem, durch PUR-Bindemittel auf der Belagsrückseite gesicherten, PES-Faden.
Eine Belagsart mit unverfüllter Polschicht wird in Platten von 1 mal 2 m geliefert. Die Verbindung der Platten erfolgt mit Klettbändern und kann jederzeit gelöst werden.
Die Kunststoffrasenfläche ist in der Regel wasserdurchlässig. Diese Eigenschaft verbessert zum einen die Sport- und Schutzfunktion, zum anderen wird der Boden nicht versiegelt, so dass Niederschlagswasser an die unteren Schichten abgegeben werden kann. Die Wasserdurchlässigkeit wird in der Regel durch Perforation mit Löchern von etwa 4 mm Durchmesser im Abstand von 10–15 mm erreicht.

### Untergrund

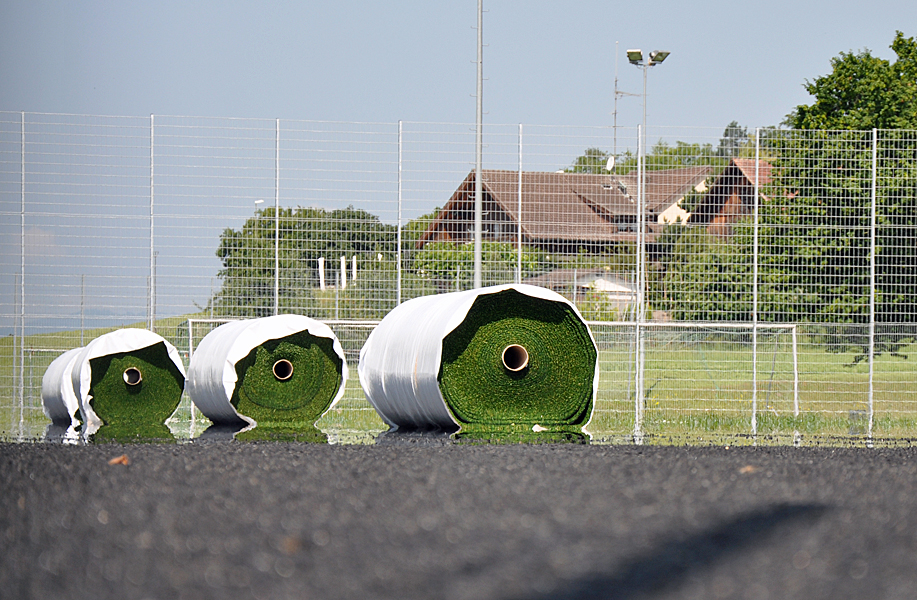
Kunstrasen-Rollen, bereit zum Auslegen

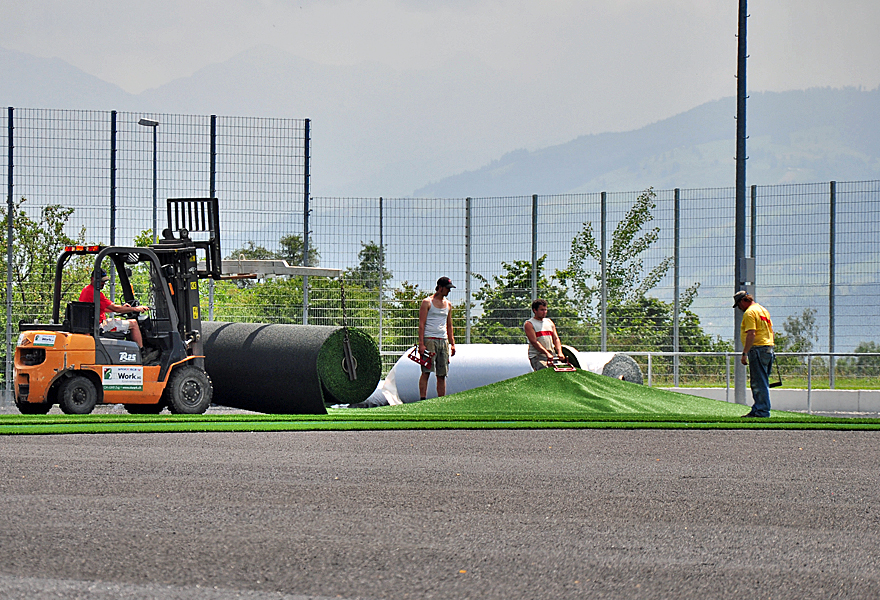
Auslegen des Kunstrasens

Die Tragschicht muss für die Stabilität des Belagssystems (bleibende Ebenheit auch bei Belastung) und Wasserabführung sorgen. Die Erstellung erfolgt nach den bekannten Regeln des Sportplatzbaus (zum Beispiel DIN 18035-6 und -7). Mineralische Tragschichten müssen insbesondere frostunempfindlich ausgelegt sein. In der Regel sollte die oberste Tragschicht gebunden sein (zum Beispiel Drainasphalt).
Die Entwässerung erfolgt nur bei mäßig ergiebigen Regenfällen ausschließlich in vertikaler Richtung (das heißt durch die Tragschicht). Die Drainage mit den hierfür vorgesehenen Rohren liegt unsichtbar unter dem Spielfeld. Als Norm ist hierbei sportanlagenspezifisch die DIN 12805-3 zu nennen. Bei ergiebigem Regen tritt auch oberflächlicher Abfluss zu den Platzrändern ein (mit einem Gefälle des Platzes von 0,5–1 %), wo für eine ausreichend leistungsfähige Wasserabführung gesorgt werden muss. Die Entwässerung erfolgt in diesem Fall über an den Randbereichen des Spielfelds installierte Rinnensysteme. In der Regel verfügen solche Entwässerungsrinnen auch über Filteranlagen, die verhindern, dass aus dem Platz getragenes Granulat in Form von Mikroplastik in die Umwelt gelangt.
Die direkte Verlegung von Kunststoffrasenbelägen auf ungebundenen (mineralischen) Tragschichten ist problematisch. Dies trifft insbesondere auf die Schweiz zu, weil standfeste Korngemische mangels gebrochenem Gesteinsmaterial nicht immer verfügbar sind. Nicht trittfeste Korngemische führen im Laufe der Zeit zu Unebenheiten, die sich an der Belagsoberfläche abbilden. Die Standfestigkeit ist auch während der Verlegung des Belages wichtig, wenn Transportfahrzeuge die schweren Rasenbelagsrollen bewegen und die Polschichtfüllung aufbringen, damit die Tragschicht eben bleibt. Für die Trittfestigkeit von ungebundenen/mineralischen Tragschichten ist der Zustand im wassergesättigten Zustand maßgebend (beim Betreten darf zum Beispiel keine Entmischung der Feinteile des Tragschichtmaterials eintreten). Geeignete Materialien bestehen im Prinzip aus gebrochenem Gestein ausreichender Festigkeit mit einem Größtkorn von mindestens 24 mm und einem geringen Feinkorngehalt.
Hersteller von Kunstrasen für private Gärten empfehlen ebenfalls eine bauliche Vorbereitung des Untergrunds: Zunächst wird der obere Mutterboden bis in 10–12 cm Tiefe entfernt und durch ein mit Stampfern oder Rüttelplatten verdichtetes Sandbett, oder auch Sand-Zement-Gemische, ersetzt. Darauf kommt ein Geovlies, welches einerseits der Versiegelung gegen unerwünschte Pflanzen, andererseits der Stabilisierung des Untergrunds dient. Zusätzlich können für Spielanlagen noch Falldämpfungen eingefügt werden, bevor darüber der Kunstrasen verlegt wird.

### Verwendung

#### Sport
Die Nutzung von Kunstrasen als Sportbelag begann in den 1960er-Jahren in den USA. Als erste Anwendung gilt das zur Saison 1966 im NRG Astrodome verlegte ChemGrass, später unter dem Markenbegriff AstroTurf benannt geworden. Auch in Deutschland setzen heute Sportvereine im Profi- und Amateurbereich verstärkt auf Kunstrasen. Ausschlaggebend sind dabei ein weitestgehend witterungsunabhängiger Spielbetrieb, der eine höhere Auslastung der Fläche ermöglicht, bei gleichbleibend guten Spieleigenschaften und Strapazierfähigkeit.
Kunstrasenplätze ohne Granulatfüllung (Vollkunststoffrasen) werden nass bespielt. Der Rasen wird regelmäßig – zum Beispiel in den Halbzeitpausen – gewässert. Die Nässe verringert die Gefahr von Schürfwunden bei Tacklings oder im Fall von Stürzen und reduziert den Abrieb des Fasermaterials.
Kunstrasenplätze im Fußball werden zumeist mit Einstreugranulat verfüllt, welches entweder aus Kunststoff oder natürlichen Materialien wie z. B. Kork oder Quarzsand besteht. Es existieren auf die Bedürfnisse des Fußballsports abgestimmte Granulate, die in hohem Maße zur Dämpfung des Spielfelds beitragen und entscheidenden Einfluss auf das Spring- und Rollverhalten des Balls haben. Eine regelmäßige Nachverfüllung der stark beanspruchten Spielfeldzonen (Strafraum, Mittelkreis) trägt erheblich zur Lebensdauer und zum Qualitätserhalt der Kunstrasentragschicht bei.
Die gebräuchliche Formel, die zur Entscheidungshilfe bezüglich des Sportplatzbelags beiträgt, besagt, dass bei einer Nutzung von 800 bis 2500 Stunden pro Jahr der Kunstrasen am besten geeignet ist und daher empfohlen wird.
Die Kosten beim Neubau eines Kunstrasenspielfelds (Standardmaße 105 m × 68 m) mit Stand im Jahre 2016 lagen zwischen 460.000 Euro und 600.000 Euro. Entscheidende Faktoren der Kostenberechnung sind die äußeren Faktoren, wie bspw. die Beschaffenheit des Untergrunds oder die Zugänglichkeit der Baustelle, ebenso wie die produktspezifischen Faktoren, die je nach Qualität, Hersteller und regionaler Preisunterschiede variieren können.

#### Gewerblicher, öffentlicher, privater Bereich
Neben der ursprünglichen Verwendung im Sportbereich findet Kunstrasen auch in anderen Bereichen als Bodenbelag und Alternative zu Naturrasen Anwendung. Öffentliche Einrichtungen nutzen Kunstrasen vereinzelt für Grünflächen und Spielplätze – in diesem Zusammenhang kommt Kunstrasen auch bei Schulen, Kindergärten und Kindertagesstätten zum Einsatz. Auf Messen und Ausstellungen wird Kunstrasen aufgrund seiner Belastbarkeit und leichtem Rückbau zu Dekorationszwecken eingesetzt. Im Privatbereich wird Kunstrasen als Alternative zum Rasen gewählt, wenn an dem entsprechenden Ort entweder keine Voraussetzungen für Naturrasen geschaffen werden können (wie bspw. auf Dachterrassen oder Balkonen) oder zur Vermeidung eines unordentlichen Erscheinungsbildes bei geringem Pflegeaufwand. Dort ist er eine Alternative zu Versiegelung und Schottergärten, welche das Aussehen von naturgewachsenem Rasen imitiert.

### Pflege
Das Mindestmaß an Pflege für Kunstrasen gleich welchen Typs im Sportbereich besteht im Aufbürsten des Platzes, was alle zwei Wochen erfolgen muss. Details müssen vom Belaghersteller spätestens bei Abnahme des Belages in Form einer Nutzungs- und Pflegeanleitung übergeben werden (Pflicht nach DIN 18035-7). Neben dem Abschleppen zur Egalisierung des Einstreumaterials müssen die Verunreinigungen vor jeder Nutzung entfernt werden, speziell vor dem Aufbürsten, da die Abziehbesen oder Abziehmatten das Einstreumaterial verteilen und zwischen die Fasern einarbeiten sollen. Befindet sich Schmutz, egal in welcher Form, auf dem Belag, wird dieser unweigerlich ebenfalls verteilt und in das Einstreumaterial eingearbeitet. 
Mindestens einmal jährlich ist eine Grundreinigung erforderlich, in deren Rahmen die Verfüllung durch ein Sieb gefiltert wird, um Verunreinigungen zu entfernen. Bei diesem Vorgang werden auch gleichzeitig die Feinanteile abgesaugt. Nur so lässt sich die Wasserdurchlässigkeit und Elastizität auf Dauer gewährleisten. Diese jährliche Maßnahme wird häufig von Fachunternehmen im Rahmen eines Dienstleistungsvertrages durchgeführt. Bei dieser Gelegenheit machen sich die Experten auch ein Bild vom Zustand des Platzes, kontrollieren die Nähte und Linien und führen bei Bedarf entsprechende Reparaturen durch. Spätere Dienstleistungen würden wesentlich teurer sein, weshalb es auch Geräte für die wöchentliche Pflege gibt, die darüber hinaus auch die jährliche Grund- und Tiefenreinigung durchführen können. 
Diese Geräte sind weitaus günstiger als die Dienstleistung über die gesamte Lebensdauer des Belages hinweg. Geht man von einer maximalen Lebensdauer des Kunstrasens von 15 Jahren aus, werden auf jeden Fall 13 Grundreinigungen notwendig. Nach Angabe eines der größten Belaghersteller kostet die Jahresreinigung pro m² 0,35 €. Auch wenn die Basispflege des Kunstrasens vergleichsweise überschaubar ausfällt, sollte darauf geachtet werden, dass zum Beispiel im Herbst regelmäßig das Laub abgeblasen wird.
Die wöchentliche Pflege (bzw. spätestens nach 30 Nutzungsstunden) eines verfüllten Kunstrasens im Überblick:
- Abschleppen und Egalisieren des Einstreumaterials, wobei dieses von den überfüllten zu den unterfüllten Stellen verfrachtet werden muss
- Entfernung aller Verunreinigungen vor jeglicher Nutzung, insbesondere vor dem Abschleppen
- sofortiges Nachverfüllen fehlenden Einstreumaterials
- schonendes Auflockern von verdichteten Belagstellen
- Aufrichtung der Fasern durch Abschleppen gegen die Liegerichtung

Die Verfüllhöhe des Kunstrasenbelages entscheidet mit darüber, wie häufig das Abschleppen und Egalisieren notwendig ist. Sind die Plätze zu niedrig verfüllt (es gibt keinerlei verbindlichen Vorgaben, sondern nur Vorschläge seitens der DIN 18035), erhöht sich der Pflegeaufwand. Niedrig verfüllte Kunstrasenbeläge (ca. 20 mm freistehende Faser) sind anfälliger. Beläge mit zu wenig Pflege können zwar trotzdem über die angestrebte Lebensdauer (heute geht man im Schnitt von ca. 15 Jahren aus) genutzt werden, die Eigenschaften des Belages stehen allerdings dann in keinem angemessenen Verhältnis mehr zu den hohen Anschaffungskosten eines Kunstrasens. Die Pflege eines Kunstrasens ist auf jeden Fall einfacher und günstiger als die richtige Pflege eines Naturrasens. Trotzdem muss das Pflegepersonal des Kunstrasens ebenso geschult sein wie das Pflegeteam eines Golf- oder Fußballplatzes mit natürlichem Grün.
Eine Bewässerung kann bei einem künstlichen Sportplatz helfen, die Spieleigenschaften zu optimieren. Je höher der Anspruch daran ausfällt, desto höher ist auch der Pflegeaufwand. Davon ausgehend, dass ein High-End-Produkt auch tatsächlich für anspruchsvolle Einsätze verlegt wurde, verlangt es auch mehr Zuwendung als das einer mittleren Qualität. Unverfüllte Systeme, wie sie etwa beim Hockey zum Einsatz kommen, werden nass bespielt. Doch auch bei verfüllten Systemen sorgt eine korrekte Bewässerung dafür, dass das Verbrennungsrisiko bei Hautkontakt gesenkt, die Bespielbarkeit verbessert, die Lebensdauer erhöht und das Infill-Material besser im Platz gebunden wird.

### Rückbau
Der durchschnittliche Lebenszyklus eines Kunstrasensystems beträgt ca. 12 bis 15 Jahre. Im Anschluss muss in der Regel ein neuer Kunstrasen verlegt werden. Der Rückbau einer Fläche von 6.500 m² (Mittelwert der Größe eines Fußballfelds), kostet ca. 20.000 € (Stand 2017). Darin enthalten ist bereits die fachgerechte Entsorgung oder Verwertung aller Materialien. Der Rückbau des Kunstrasens, die Trennung der einzelnen Komponenten und das fachgerechte Recycling der Materialien sind oft unterschätzte Kostenpunkte, die bereits bei der Planung eines Kunstrasenplatzes bedacht werden sollten. Inwieweit Kunstrasensysteme, die als recyclingfähig deklariert sind, tatsächlich wieder in den Wertstoffkreislauf gegeben werden und ob dies in sinnvoller Weise möglich ist, kann nicht pauschal beantwortet werden. Der Grundgedanke ist die stoffliche Trennung der Komponenten, um diese in neue und vermarktungsfähige Wertstoffe aufzubereiten. Sowohl das Infill aus SBR oder EPDM wie auch TPE kann mittels Spezialmaschinen aufbereitet und somit dem Wirtschaftskreislauf wieder zugeführt werden. Gleiches gilt für das eigentliche Material des Kunstrasens, der zum Großteil aus PE und PP besteht. Gemäß einer gängigen Praxis wird das Material häufig geschreddert, zu Ballen gepresst und exportiert. Beispielsweise in China gelangt es dann als Rohstoff wieder in den Kreislauf der Industrie. Sollte die Tragschicht ebenfalls ausgetauscht werden müssen, fallen für den Rückbau der Tragschicht zusätzliche Kosten von ca. 35.000,00 Euro an. Aufwändiger ist der Rückbau, wenn der Kunstrasen durch Vegetation ersetzt werden soll, beispielsweise zur Wiederherstellung von Grünflächen: Durch die bauliche Veränderung und Verdichtung des Untergrunds ist kein für Pflanzenwachstum geeigneter Erdboden mehr vorhanden. Es handelt sich dann um den Rückbau einer befestigten Fläche.

## Probleme und Kritik

### Umwelt
Die Anwendung von Kunststoffgranulat im Sportplatzbau ist aufgrund erodierender Mikroplastikpartikel inzwischen stark umstritten. Gummigranulat, das beispielsweise aus Altreifen hergestellt wird, ist direkt nach dem Material aus Reifenabrieb auf Straßen eine Hauptquelle für Kunstkautschuk-Mikroplastik und trägt nicht unwesentlich zur Verseuchung von Böden und Ozeanen bei: Die FIFA schätzt, dass 1–4 % der Kunststofffüllung verloren geht und in die Umwelt gelangt und somit jedes Jahr ersetzt werden muss. Nach Erhebungen der norwegischen Umweltbehörden gelangen jährlich ca. 3.000 Tonnen Gummigranulat in die dortigen Fjorde. In Deutschland wird die Emission auf zirka 8.000 bis 11.000 Tonnen pro Jahr laut einer Studie des Fraunhofer-Instituts geschätzt. Andere Institute wie die Gütegemeinschaft RAL und der Normungsausschuss DIN kommen auf Werte, die etwa einem Zehntel der Fraunhofer-Studie entsprechen. Inzwischen hat das Fraunhofer-Institut zugegeben, dass die Studie nicht empirisch sei. Auf EU-Ebene wird über ein Verbot des Einfüllgranulats aus Gummi auf Kunstrasenplätzen diskutiert. Nicht in der Diskussion ist der Kunstrasenplatz an sich. Die Europäische Chemie-Agentur ECHA empfiehlt das Verbot des Granulats nach einer mehrjährigen Übergangsfrist, mit einer Entscheidung der EU-Kommission ist nicht vor 2021 zu rechnen. Bestehende Plätze müssen laut ECHA nicht ausgetauscht werden. Diese Empfehlung der ECHA hat dazu geführt, dass in Deutschland kaum noch Großspielfelder mit Gummigranulat als Infill gebaut werden, sondern man auf Alternativen wie Kork oder Sand setzt. Nach Schätzungen wären in Deutschland zwischen 3.500 und 5.000 Kunstrasenplätze betroffen. Laut einer Studie der Eidgenössischen Materialprüfungs- und Forschungsanstalt machten in der Schweiz 2018 Kunstrasenplätzen 3 Prozent der Gummiemissionen aus, 97 Prozent entfielen auf den Reifenverschleiß.
2022 untersagte die britische Royal Horticultural Society die Verwendung von Kunstrasen in ihren Ausstellungen, da dieser die Umwelt schädige.

### Hitze
Kunstrasen erwärmt sich in der Sonne viel stärker als Naturrasen, und auch stärker als glatte Oberflächen wie Stein und Asphalt. Als Grund wird zum einen die relativ dunkle Farbe gesehen, zum anderen die faserige Oberfläche, in der sich isolierende Luftpolster bilden. Kühlung durch verdunstende Feuchtigkeit, wie bei Naturrasen, entfällt völlig. Bei einer Messreihe an der Brigham Young University im US-Bundesstaat Utah wurden auf dem Kunstrasenfeld eines Fußballplatzes über den ganzen Tag Durchschnittswerte von 47,4 °C (117,38 °F) erreicht, gegenüber 43,1 °C (109,62 °F) auf Asphalt und 25,7 °C (78,19 °F) auf Naturrasen. Als Spitzenwerte ergaben die Messungen Temperaturen von 93,3 °C (200 °F).
Auf Sportanlagen kann dies zu Verbrennungen beim Berühren des Kunstrasens, zu starkem Hitzeempfinden, auch durch Schuhsohlen, sowie zur Beschädigung von Schuhen durch Schmelzen führen. In Einzelfällen wurde auch über lebensbedrohliche Dehydratationsprobleme und Hitzschlag berichtet, die durch die heiße Oberfläche beschleunigt wurden.
Bei heißen Wetterlagen kann Kunstrasen erweichen oder schmelzen, was zur irreversiblen Zerstörung führt. Der meistens enthaltene Kunststoff Polyethylen erweicht teils schon bei Temperaturen um 80 °C und schmilzt knapp unter 100 °C. Dies kann besonders im Bereich der Lichtreflexionen von Fenstern auftreten, die sich zur direkt eingestrahlten Sonnenenergie addieren. Besonders stark ist der Effekt bei Wärmeschutzverglasung, wo dünne Metallbeschichtungen auf dem Glas zusätzlich die Infrarotstrahlung der Sonne reflektieren. In Deutschland wurden im Hochsommer mehrfach Fußballplätze unbespielbar, weil das zur Füllung verwendete Granulat erweichte und zu einer teerähnlichen Masse an den Schuhen verklumpte. Teilweise waren kostenintensive Reparaturen und der Ersatz des Füllgranulats erforderlich.
Der Hitzeproblematik begegnet man auf Sportplätzen durch Beregnung, womit die Wasserersparnis gegenüber Naturrasen zumindest teilweise wieder aufgezehrt wird. Glasreflektionen kann durch Fensterfolien begegnet werden. Derartige Folien können aber die Sicht und u. U. die Wärmeschutz-Eigenschaften beeinträchtigen.

### Rechtlich
Auf privaten Grundstücken schränken Bauvorschriften den Anteil überbaubarer Fläche, unter anderem durch die Grundflächenzahl, ein. Nach einem Urteil des Verwaltungsgerichts Hannover vom 26. November 2019 gelten Flächen auch als bauliche Nebenanlagen im Sinne von § 19 Abs. 2 und Abs. 4 Baunutzungsverordnung, wenn sie den Boden überdecken und erhebliche Auswirkungen auf Bodenflora und -fauna haben. Dies gilt auch für versickerungsfähige Gestaltung, im gegebenen Fall eine Holzdeck-Terrasse und Schottergärten. Eine nur teilweise Anrechnung der Versiegelung, wie bei Regenwassergebühren, ist nicht vorgesehen. Fachgerechte Anlage von Kunstrasen ist, auch in einfachen Varianten für private Gärten, mit einer erheblichen baulichen Veränderung des Untergrunds verbunden.

## Verwendung in unterschiedlichen Sportarten

### Hockey

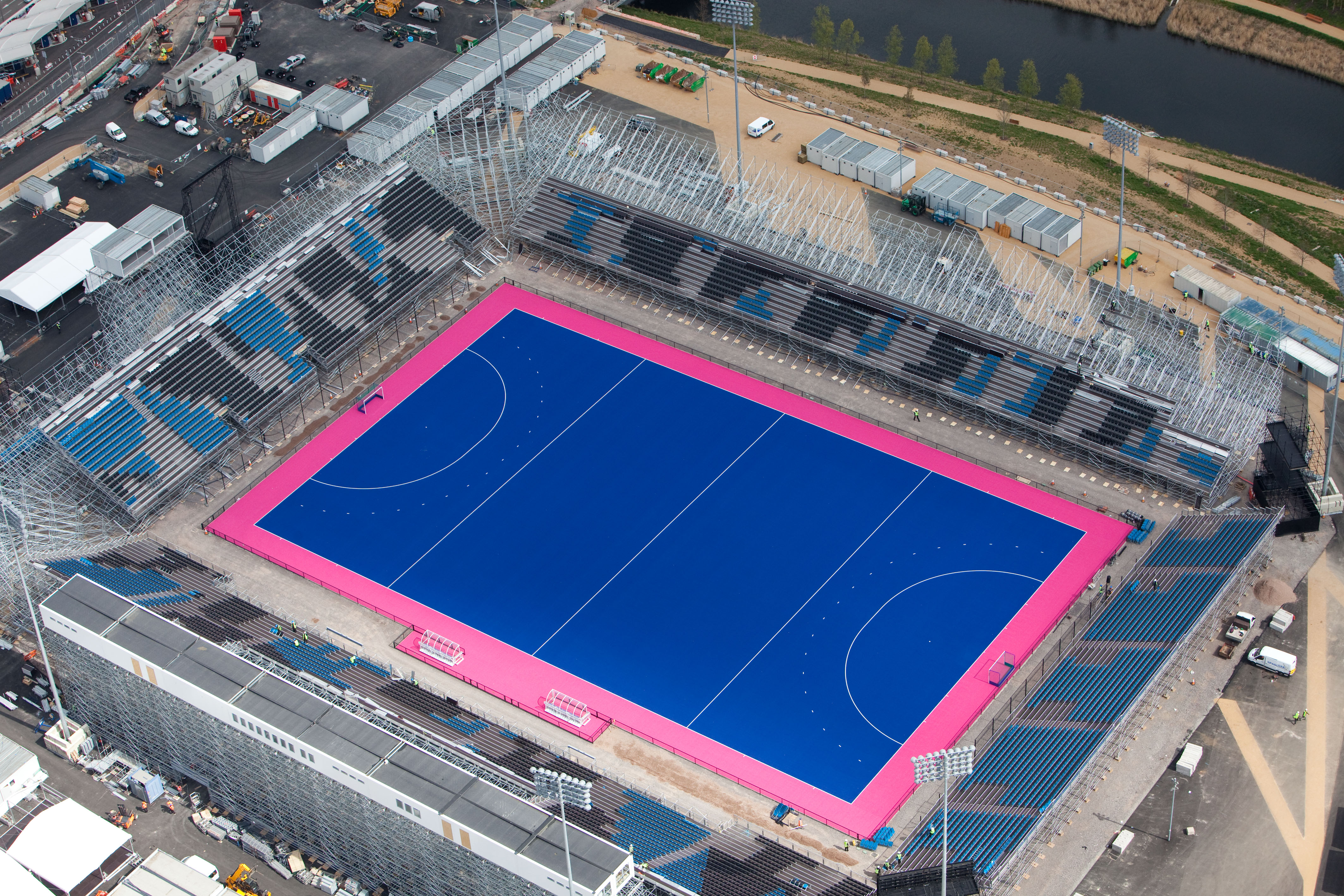
Hockey-Kunstrasen in London

Hockey wird fast ausschließlich auf gewässertem Kunstrasen und nicht mehr auf Naturrasen gespielt. Dadurch wird das Spiel deutlich schneller und genauer, die Unterschiede zum Hallen-Hockey werden kleiner. Die Entwicklung vom Rasen zum Kunstrasen begann in den 70er Jahren und schon in den 90er Jahren wurde Spitzenhockey nahezu überall auf Kunstrasen gespielt. Das olympische Hockey-Turnier wurde erstmals in Montreal 1976 auf Kunstrasen ausgetragen. Auch beim Kunstbelag war die übliche Farbe Grün, doch bei den Olympischen Spielen in London 2012 wurde erstmals ein blauer Kunstrasen verwendet.
Der Übergang vom Naturrasen zu Kunstrasen hat das Hockeyspiel so stark beeinflusst, dass manche Fachleute von einer „Revolution“ sprechen. Tatsache ist, dass die Umstellung sich nicht nur auf die Schuhe, sondern auch auf Bälle und Schläger auswirkte und taktisch zu anderen Spielsystemen führte.

### Fußball
Von den Fußball-Spitzenverbänden UEFA und FIFA wurden Kunstrasenplätze inzwischen auch für den Wettkampfbetrieb freigegeben, sofern die Kunstrasensysteme den Qualitätskriterien dieser Verbände entsprechen. Durch die FIFA wurden seit 2006 3437 Plätze in 149 Ländern zertifiziert.
Auf internationaler Ebene lässt die FIFA bei allen Spielen, außer denen einer WM-Endrunde der Männer, Kunstrasen zu. Bedingung: Das Produkt muss zertifiziert sein. Hier gibt es zwei Möglichkeiten, „FIFA Recommended 1 Star“ oder „FIFA Recommended 2 Star“.
Seitens der UEFA ist die „2 Star“-Variante generell zugelassen, auch in der Champions League.
Im deutschen Profi-Fußball gibt es zwischen DFB und DFL die Verabredung, dass von der 1. Bundesliga bis in die Regionalliga nur Naturrasen zugelassen ist. Im deutschen Amateur-Fußball von der Regionalliga bis hinab in die Landesliga sind die Belagstypen B, D, E und G laut DIN 18035-7 zugelassen, in tieferen Spielklassen auch der Belagstyp A.
Im 2003 eröffneten neuen Salzburger Stadion (EM-Stadion Wals-Siezenheim, später umbenannt in Red Bull Arena) war das Spielfeld mit Kunstrasen belegt, dieser wurde im Sommer 2010 gegen einen Naturrasen ausgetauscht. Bereits 2002 wurde im Olympiastadion Luschniki in Moskau, in dem Spartak Moskau seine Heimspiele bis 2013 austrug, ein Kunstrasenplatz installiert. Dort wurde dieser Bodenbelag in der Saison 2006/2007 auch erstmals in der Champions League verwendet. Im Frühling 2006 wurde das neue Wankdorfstadion in Bern ebenfalls mit Kunstrasen ausgerüstet. Auch in Frankreich bekamen im Sommer 2010 zwei Erstligastadien den Kunstrasen eines deutschen Herstellers (Polytan): das Stade du Moustoir in Lorient und das Stade Marcel-Picot in Nancy. Diverse zertifizierte Kunstrasenplätze existieren auch in den skandinavischen Ländern. Ein anderer Anbieter wurde für das Stadion des niederländischen Erstligisten Heracles Almelo ausgewählt.

### Golf, Swingolf
Natürliche Putting-Grüns bedürfen eines hohen Pflegeaufwandes (tägliches Mähen, Düngen und Wässern). Kunstrasen bietet die Möglichkeit, den Pflegeaufwand stark zu reduzieren. Ein weiterer Einsatzbereich beim Golf bzw. Swingolf sind Driving Range und Abschlagflächen, die einer starken Abnutzung unterliegen.
Zu unterscheiden sind zwei Arten von Putting Grüns aus Kunstrasen:
- Putting-Grüns aus Nylon sind optimal für das Putten, Chippen und Pitchen geeignet. Nylon-Oberflächen sind sehr dicht, widerstandsfähig und so gut wie pflegefrei. Sie bleichen so gut wie nicht aus und sind für alle Wetterbedingungen geeignet.
- Putting-Grüns aus Polypropylen werden mit Quarzsand befüllt und sind besonders dann empfehlenswert, wenn das Grün aus größerer Entfernung (ab ca. 40 m) angespielt werden soll. Diese Grüns nehmen auch Backspin an. Die Sandfüllung verteilt dabei die Aufprallenergie des Balles. Durch das Auffüllen mit Quarzsand bleichen die Fasern nicht aus. Diese Putting-Grüns benötigen eine regelmäßige Wartung, da sich in der Sandfüllung gelegentlich Flugsamen oder Moos festsetzen können.
- Kunstrasen im Bereich Golfsport wird für Kunstrasengreens, Vorgrüns und Abschlagflächen verwendet.